# カール・ヨーゼフ・ジムロック

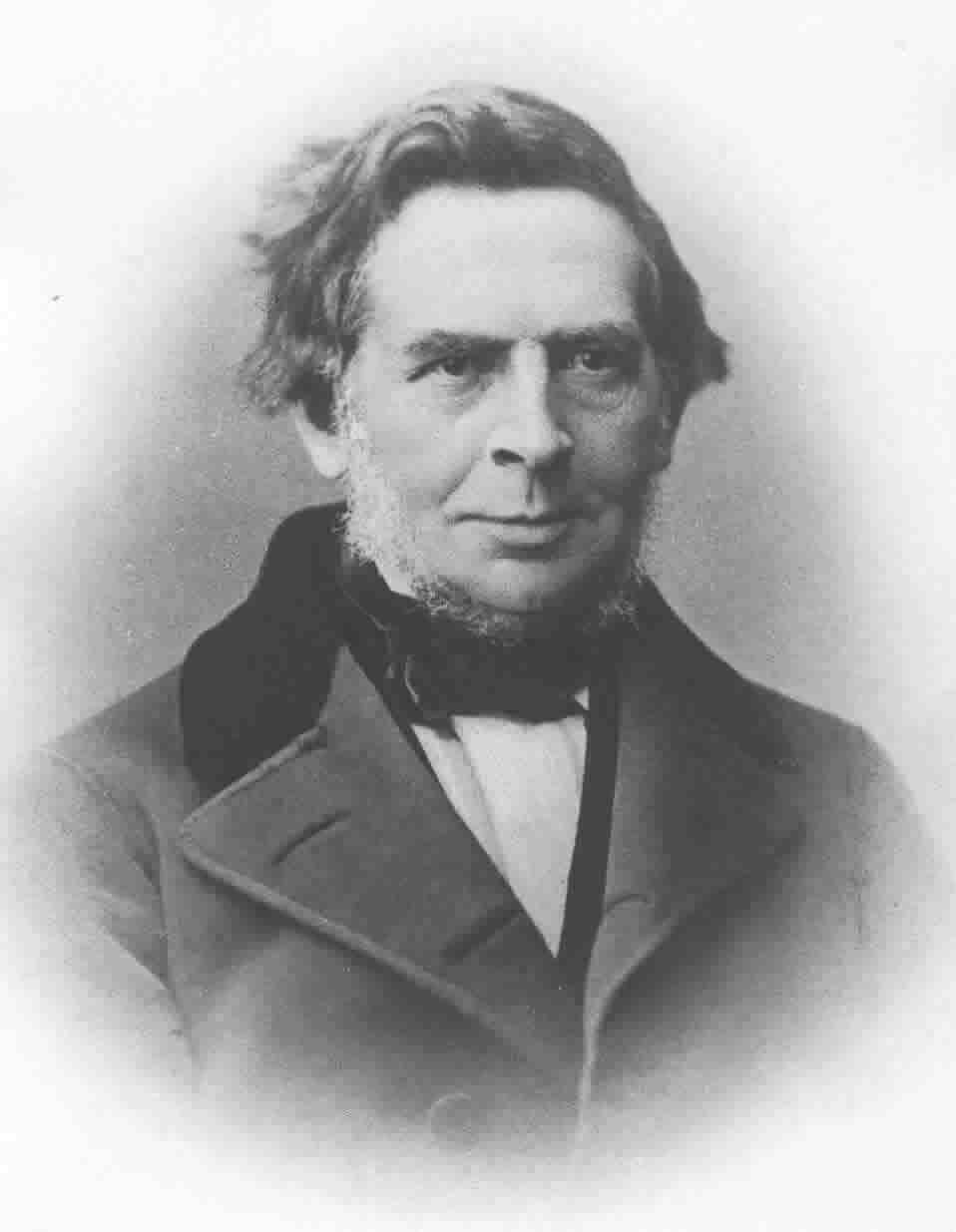
カール・ヨーゼフ・ジムロック

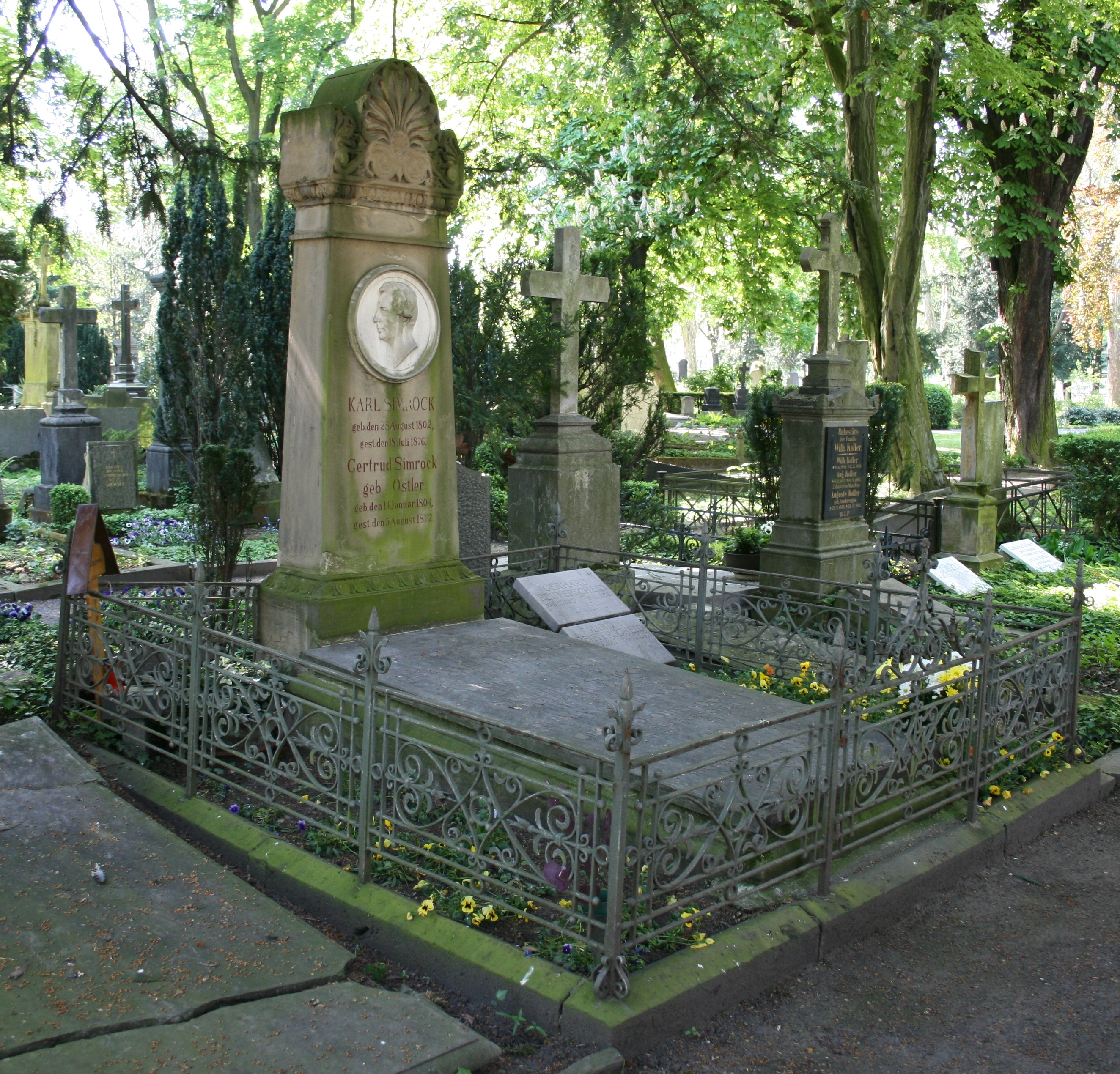
ボン旧墓地に建てられたジムロック墓碑。

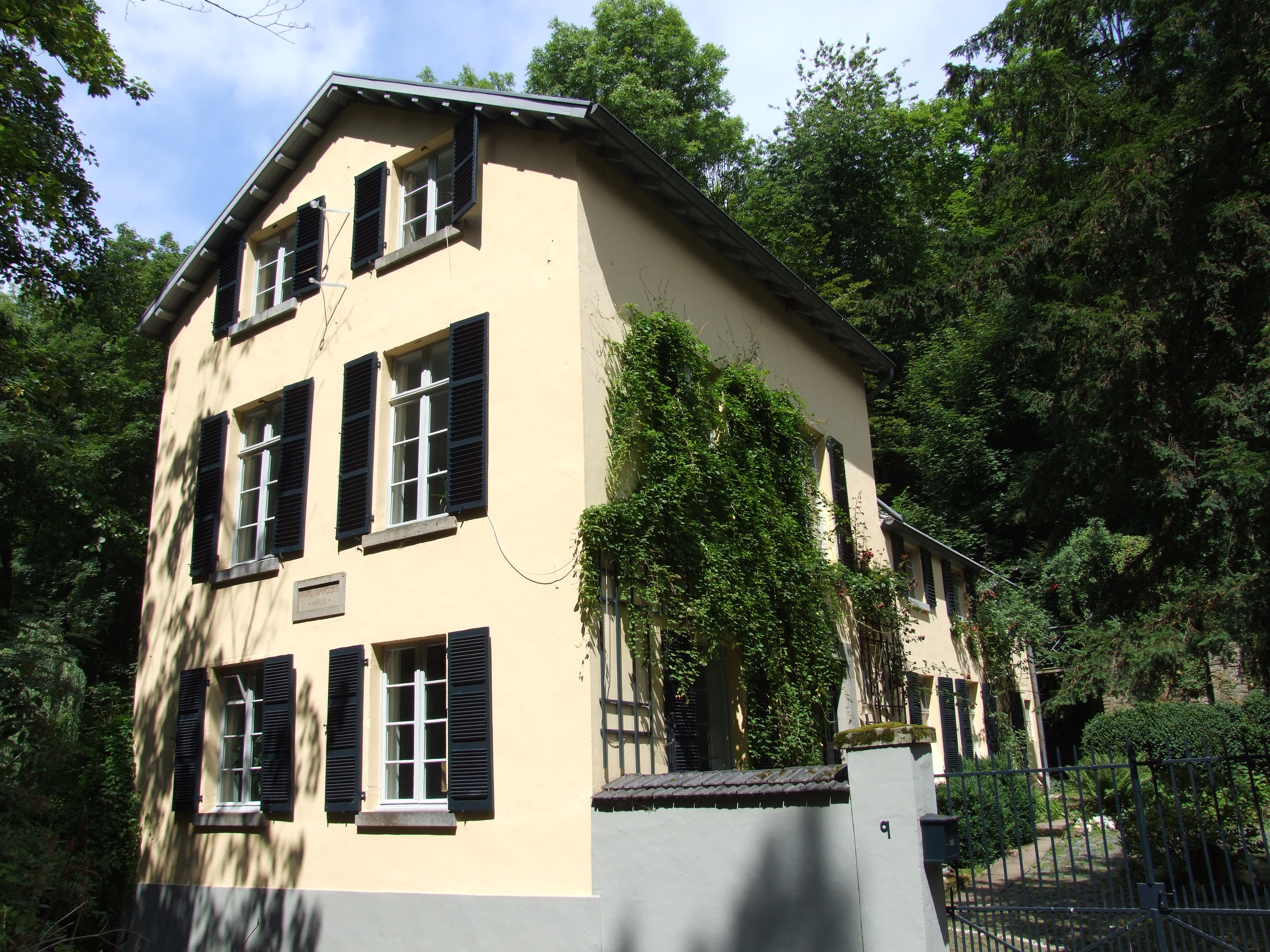
ジムロック旧邸「ハウス・パルツィファル」

カール・ヨーゼフ・ジムロック （Karl Joseph Simrock、1802年8月28日 - 1876年7月18日 ）は、ドイツの詩人・言語学者・古代ドイツ文学研究家。主に『ニーベルンゲンの歌』の現代ドイツ語への翻訳で知られる。

## 生涯
ボンにて音楽家で音楽出版業者ニコラウス・ジムロックの末子(13人目の子供)として生まれる。1812-1818年の間、普通のギムナジウムではなくフランス語で教科を行う学校（リセー）に通学。1818年、当時設立されたばかりのボン大学の法学科に入学、エルンスト・アルントから歴史、シュレーゲルから文学を聴講。1822年、ベルリンの大学で法学を修め、フリードリヒ・フォン・デル・ハーゲンやカール・ラハマンより古期ドイツ言語学を聴講しながら、1826年に修了して法曹家の道を選び、王制高等裁判所〔カマーゲリヒト〕に赴任した。
1824年よりすでにベルリン水曜会の一員であった彼は、シャミッソーやヴィルヘルム・ヴァッカーナーゲルの知己を得ている。1827年に、後年著名となる『ニーベルンゲンの歌』の現代ドイツ語訳を発表し、これを契機に詩作やバラッドが出版されるようになる。しかし1830年、同年に起きたフランス7月革命に同調した「三日と三色 (Drei Tage und Drei Farben)」という詩を発表して公職追放となった。1832年、父の死を受けてボンに帰郷し、編者・出版者を生業とし、ドイツ詩の現代訳を発表し続けた。早期の訳出に、ハルトマン・フォン・アウエ作の物語『哀れなハインリヒ』(1830年)や、ヴァルター・フォン・デア・フォーゲルヴァイデの抒情詩(1833年)がある。1834年6月にはテュービンゲン大学より博士号を得、同7月にゲルトルト・オスラー(Gertrud Ostler)を妻とした。
ジムロックが手がけた一大再話としては、ディートリヒ・フォン・ベルンの一族についての単独の英雄歌をつなげて語り紡いだ『アメルンゲンの歌』((Das Amelungenlied 1843-49年)がある。全8部からなり、第1部は、鍛冶師ヴィーラントの物語である。第3部「エッケの出立」は中高ドイツ詩『エッケの歌』の、第7部「ラヴェンナの戦い (Rabenschlacht)」は中世の英雄詩の訳出であるが、他の部分はあらゆる伝承を元に、『ニーベルンゲンの歌』と同じ韻律の現代ドイツ語でジムロックがまとめあげた創作である。当時はかなりの好評を得た作品だが、現在ではほぼ忘れ去られている。
また編者としても活躍しており、民衆本の集成である『ドイツ民衆本』((Die deutschen Volksbücher 1839年～。最初の全集版は1845-67年、全13巻。58作品を収録)を発表した。邦訳されているものでは『ファウスト博士』（松浦純 訳『ドイツ民衆本の世界 』第3巻）がそのひとつであり、ジムロックはこの題材で『人形劇ファゥスト』を執筆している。
この全集のなかには『ドイツことわざ集』(Die deutschen Sprichwörter 1846年)も含まれる
ジムロックは、1850年にボン大学の員外教授（ドイツ文学史科）となり、1852年か1853年に正教授(ドイツ言語学・文学科。)に昇進した。ちなみに1852年にミュンヘンから同等の教授待遇、あるいは年金支給の自由詩人の二通りの誘いを受けたがこれは蹴っている。
学術書としては『ドイツ神話学手引書』(Handbuch der deutschen Mythologie 1853–1855年)がある。また、シェイクスピアの戯曲の典拠となった小説・昔話・伝説を考証するQuellen des Shakespeare in Novellen, Märchen und Sagen (1831年)によってシェイクスピア研究の権威の地位を確立、また、シェイクスピアの詩および芝居のドイツ訳も手がけている。1876年、ボン市でその生涯を終えた。

## 作品
以下、邦訳題名はほぼ仮訳。

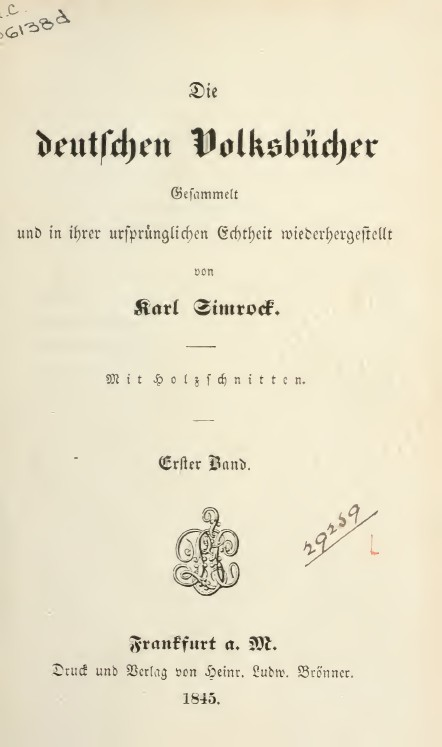
Deutschen Volksbucher (1845)

- 1827年 現代訳『ニーベルンゲンの歌』 デジタル版
- 1830年 現代訳ハルトマン・フォン・アウエ作『哀れなハインリヒ』
- 1833年 現代訳ヴァルター・フォン・デア・フォーゲルヴァイデの抒情詩
- 1835年 『鍛冶師ヴィーラント』(Wieland der Schmied 創作叙事詩)
- 1836年 『ラインの伝説』(Rheinsagen) デジタル版(1837年第2版)
- 1839-43年 『ドイツ民衆本 (ジムロック編)（ドイツ語版）』
- 1840年 『ニーベルンゲンの詩２０篇:カール・ラハマンの復元的示唆にもとづき』( Zwanzig Lieder von den Nibelungen: Nach Lachmanns Andeutungen wiederhergestellt) デジタル版
- 1840年頃 『絵画的かつロマンチックなるラインラント』(Das malerische und romantische Rheinland)。鋼版エングレービング法印刷による地図3点が付録される（カール・ルードヴィヒ・フロンメル（ドイツ語版）、テオドール・フェルハス（ドイツ語版）、G. Kühnによる）。
  - 第3版（ボン、Haendel社、 1851年) デジタル版
- 1842年 現代訳ヴォルフラム・フォン・エッシェンバッハ作『パルツィファル』 (Parzival)、『ティトゥレル』(Titurel)（アーサー王もの）
- 1843年 現代訳・創作詩『アメルンゲンの歌』(Das Amelungenlied) デジタル版
- 1843-49年 現代訳『ドイツ英雄譚』(Das Heldenbuch)
  - 第1巻: 『クードルーン（ドイツ語版）』
  - 第2巻: 『ニーベルンゲンの歌』
  - 第3巻: 『小英雄譚集』(Das kleine Heldenbuch)
  - 第4巻: 『アメルンゲンの歌』第1部
  - 第5巻: 『アメルンゲンの歌』第2部
  - 第6巻: 『アメルンゲンの歌』第3部
- 1844年 詩集 デジタル版
- 1846年 『ドイツことわざ集』(Die deutschen Sprichwörter) デジタル版
- 1846年 『ヨハンネス・ファウスト博士：四幕による人形劇』(Doctor Johannes Faust: Puppenspiel in vier Aufzügen) デジタル版
- 1848年 『カルル王朝英雄譚』(Kerlingisches Heldenbuch)
- 1850年 『ラウダ・シオン：古期キリスト教の讃美歌と宗教詩、ラテン語およびドイツ語による』(Lauda sion: Altchristliche Kirchenlieder und Geistliche Gedichte, Lateinisch und Deutsch) デジタル版
- 1851年 『ドイツ民謡』(Die deutschen Volkslieder) デジタル版
- 1851年 ドイツ訳『エッダ』
- 1851年 『シオンの娘またはミンネの魂』(Die Tochter Sion oder Die minnende Seele) デジタル版
- 1853年 『糸紡ぎベルタ』(Bertha die Spinnerin)
- 1855年 『ドイツ神話学手引書』(Handbuch der deutschen Mythologie) デジタル版
- 1855年 現代訳ゴットフリート・フォン・シュトラースブルク作『トリスタンとイゾルデ』 デジタル版
- 1855年 『伝説集』(Legenden)
- 1856年 現代訳『ヘーリアント 』
- 1857年『ティル・オイレンシュピーゲル厳選話集』(Till Eulenspiegels auserlesene Schwänke)  デジタル版
- 1857年 現代訳『ミンネジンガー歌集』(Lieder der Minnesinger)
- 1858年  現代訳『ヴァルトブルクの歌合戦（ドイツ語版）』
- 1859年 ドイツ訳『ベーオウルフ』
- 1859年 ドイツのクリスマス歌集 (Deutsche Weihnachtslieder) デジタル版
- 1863年 詩集 (Gedichte)
- 1868年 『ローエルとマラー』物語 (Loher und Maller) デジタル版
- 1869年 『パン屋見習い少年たちの伝説』(Bäckerjungensage)
- 1870年 『ドイツ軍歌』(Deutsche Kriegslieder)
- 1870年 『シェイクスピアの典拠』 (Die Quellen des Shakspeare in Novellen, Märchen und Sagen, mit sagengeschichtlichen Nachweisungen) デジタル版
- 1872年 詩集 (Dichtungen)

## 銅像

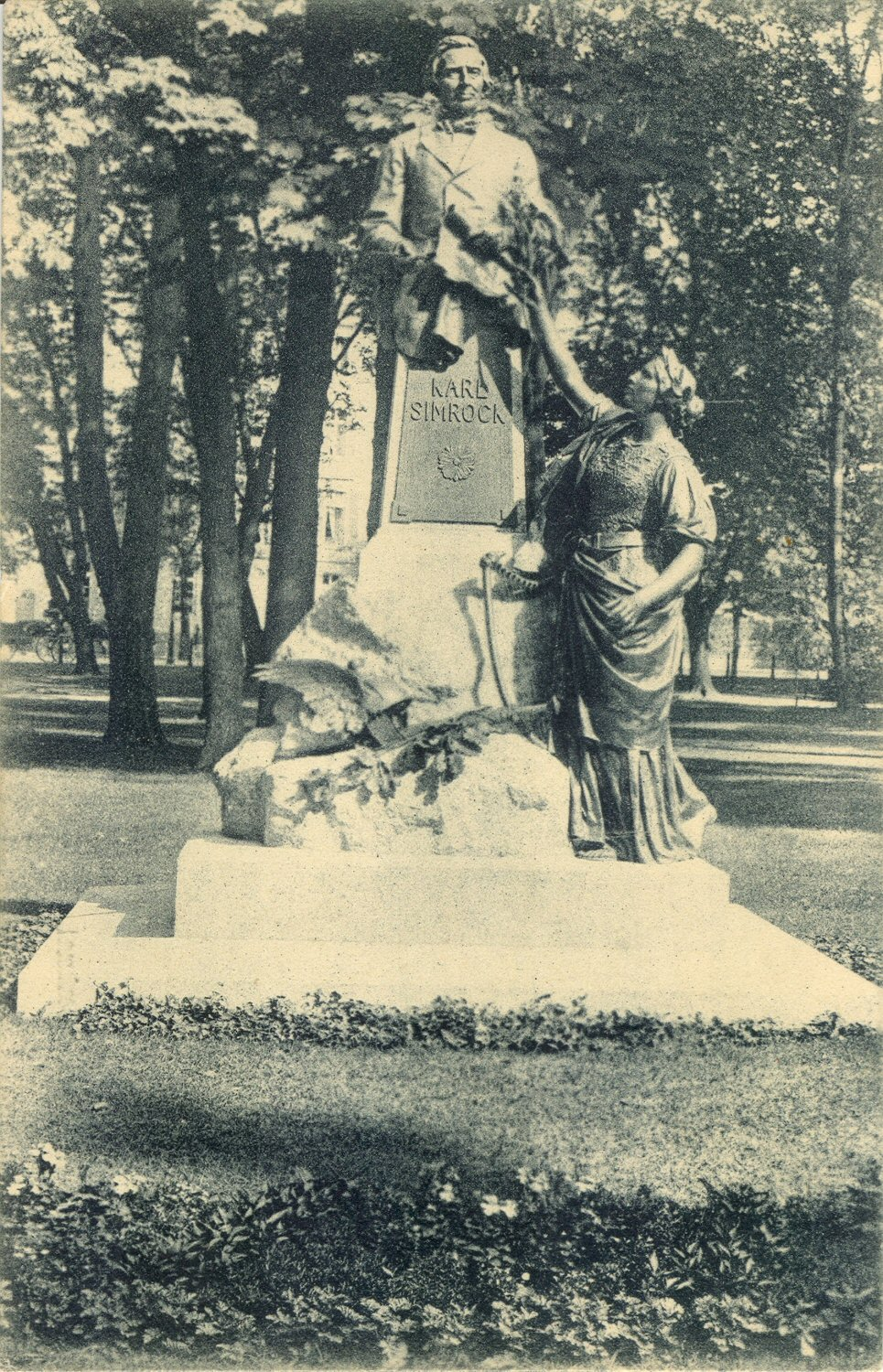
バート・ホンネフ市ゼルホーフ地区の南西部にあるボンの王宮庭園にかつて建てられていたジムロック記念像

ジムロックの死後20年経って、ボン市の有志が記念碑の建立を呼び掛け、同市の彫像家アルベルト・キュッペルスが銅像のデッサンを手掛け、これらが出版されて2万3000マルクの寄付金が集まった。ジムロックの生誕100周年に合わせるはずだったが、実際の除幕式は1903年7月15日に行われた。1940年、ボン市によって撤去されている。

### 補注
1. ↑  のちの版では各巻に1作品なので全58巻ともされる[13]。たとえば第8版が全58巻構成である[14]
2. ↑  1846年 『ヨハンネス・ファウスト博士：四幕による人形劇』(Doctor Johannes Faust: Puppenspiel in vier Aufzügen)